# 江崎幹部交番
江崎幹部交番（えさきかんぶこうばん）は山口県萩市にある山口県萩警察署管内の主要交番の一つ。かつては江崎警察署という独立した警察署だったが、2007年4月に管轄区域を萩署と統合し、幹部交番に格下げされた。

## 所在地
- 山口県萩市下田万1254-1

## 管轄区域
- 萩市のうち旧阿武郡須佐町・田万川町だった地域

## 沿革
- 1876年10月、須佐に第7警察出張所第3屯所須佐分屯所が設置される。
- 1926年7月、萩警察署須佐分署から須佐警察署に改称する。
- 1948年3月、国家地方警察阿武北地区警察署と自治体警察須佐町警察署に改組する。
- 1951年10月、須佐町警察署が廃止され、国家地方警察阿武北地区警察署に統合される。
- 1954年7月、山口県江崎警察署に名称が変更される。
- 2007年4月、萩警察署に統合。江崎幹部交番へ格下げとなる。同時に管内の須佐交番が、須佐駐在所へ変更となる。

## 駐在所
- 須佐駐在所（萩市須佐）
  - 須佐駐在所は江崎警察署当時は交番だったが、萩警察署に統合の後、駐在所へ変更された。
- 小川駐在所（萩市中小川）
- 弥富駐在所（萩市弥富下）